# 拉特龙什 (科雷兹省)
拉特龙什（法語：Latronche，法語發音：[latʁɔ̃ʃ]）是法国科雷兹省的一个市镇，属于蒂勒区。

## 地理
拉特龙什（45°17'42"N, 2°13'40"E）面积19.79 平方千米，位于法国新阿基坦大区科雷兹省，该省份为法国中南部省份，北起上维埃纳省和克勒兹省，西接多爾多涅省，南至洛特省，东临多姆山省和康塔爾省。
与拉特龙什接壤的市镇（或旧市镇、城区）包括：沙尔维尼亚克、讷维克、圣伊莱尔吕克、圣庞塔莱翁-德拉普洛、苏尔萨克。

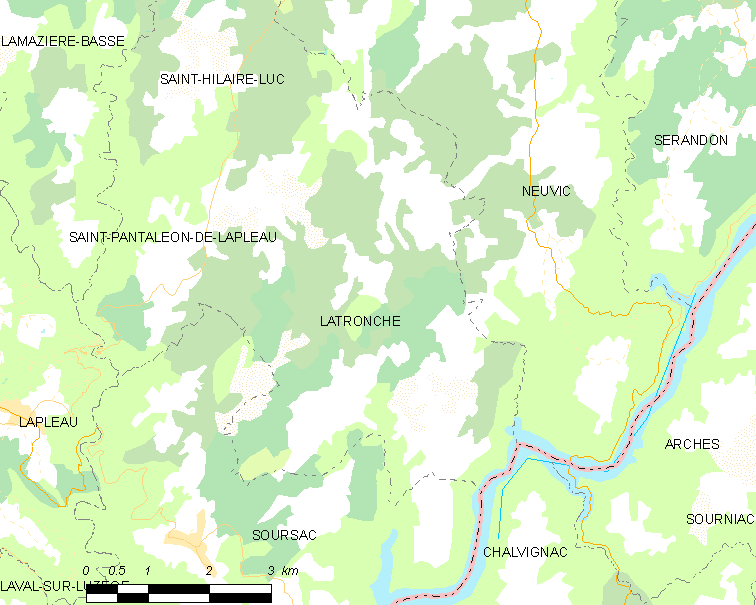
的OSM定位图

拉特龙什的时区为UTC+01:00、UTC+02:00（夏令时）。

## 行政
拉特龙什的邮政编码为19160，INSEE市镇编码为19110。

## 政治
拉特龙什所属的省级选区为上多尔多涅县。

## 人口

1962-2008年间人口变化图示

拉特龙什于2022年1月1日时的人口数量为114人。